# Francisco de Navarra y Hualde
Francisco de Navarra y Hualde (Tafalla, 1498 – Torrent, 16 de abril de 1563) foi um prelado católico romano espanhol.
Nomeado bispo de Ciudad Rodrigo em 22 de maio de 1542. Recebeu a ordenação como bispo de Badajoz em 14 de dezembro de 1545. Por fim, foi promovido a arcebispo de Valência em 4 de maio de 1556, sendo instalado em 22 de junho. Faleceu nessa posição.